# Bart Dauwe
Bart Dauwe (Elisabethstad, 17 augustus 1959) is een Belgisch acteur.
Hij speelde mee in De Kotmadam, Witse, Thuis, Happy Singles, Flikken, Vidange perdue, F.C. De Kampioenen, Urbain, Kinderen van Dewindt, Verschoten & Zoon, Zone Stad, Spoed, Aspe, Steve + Sky, Sedes & Belli, Recht op Recht, Hof van Assisen, Niet voor publikatie, Check the gate, Suite 215, De macht van het getal, De helman factor, Kwis, Postbus X, W817, De Leeuw van Vlaanderen, Vrijdag en De Witte.

## Filmografie
- Familie (2015) - als klant in foodbar (2 afleveringen)
- Familie (2013) - als Paul Peeraer (2 afleveringen)
- De zonen van Van As (2012) - als inspecteur Brutsaert
- Familie (2011) - als collega van Dirk
- De kotmadam (2011) - als Dirk
- Witse (2010) - als Geert D'hulst
- Thuis (2009, 2011) - als Freddy Colpaert (74 afleveringen)
- Witse (2009) - als hoteluitbater
- Wittekerke (2008) - als José Verstraete directeur MPI (3 afleveringen)
- Happy Singles (2008) - als Assistent van Laurent Vandevoorde
- Wittekerke (2007) - als paardenfokker
- Flikken Gent (2007) - als Piet Swinnen (4 afleveringen)
- Wittekerke (2006) - als hotelgast
- F.C. De Kampioenen (2006) - als Armand
- Wittekerke (2005) - als De heer De Kleine van de brandveiligheid
- Kinderen van Dewindt (2005) - als balieagent (2 afleveringen)
- Urbain (2005) - als werkman
- Verschoten & zoon (2005) - als Raf
- Zone stad (2005) - als echtgenoot overleden vrouw
- Witse (2004) - als Jef Tubbax
- Steve + Sky (2004) - als Cipier
- Aspe (2004) - als Stefaan Wille
- Spoed (2004) - als voetbaltrainer
- F.C. De Kampioenen (2003) - als René Wittebroekx
- Verschoten & Zoon (2003) - als klant
- Sedes & Belli (2002) - als parkingwachter
- Spoed (2002) - als buurman
- Recht op recht (2002) - als bodyguard (2 afleveringen)
- Recht op recht (2001) - als Fredje Blondeel
- W817 (2001) - als studieconsulent
- Thuis (2001) - als Autohandelaar Eddy (2 afleveringen)
- De kotmadam (2001, 2010) - als Frans (2 afleveringen)
- Flikken Gent (1999-2000, 2002) - als brandweercommandant Raf (3 afleveringen)
- Hof van Assisen (1998) - als Karel Samyn
- Niet voor publikatie (1994-1995) - als Jef (10 afleveringen)
- Suite 215 (1992) - als Martin
- De macht van het getal (1992) - als broeder in psychiatrische instelling
- Postbus X (1991) - als Jogger
- Kwis (1988) - als Eric